# Velké Chvojno
Velké Chvojno är en ort i Tjeckien.   Den ligger i regionen Ústí nad Labem, i den nordvästra delen av landet, 80 km norr om huvudstaden Prag. Velké Chvojno ligger 417 meter över havet och antalet invånare är 698.
Terrängen runt Velké Chvojno är kuperad åt sydost, men åt nordväst är den platt. Runt Velké Chvojno är det mycket tätbefolkat, med 1 018 invånare per kvadratkilometer. Närmaste större samhälle är Ústí nad Labem, 7,9 km söder om Velké Chvojno. Runt Velké Chvojno är det i huvudsak tätbebyggt.